# Bob Wilber

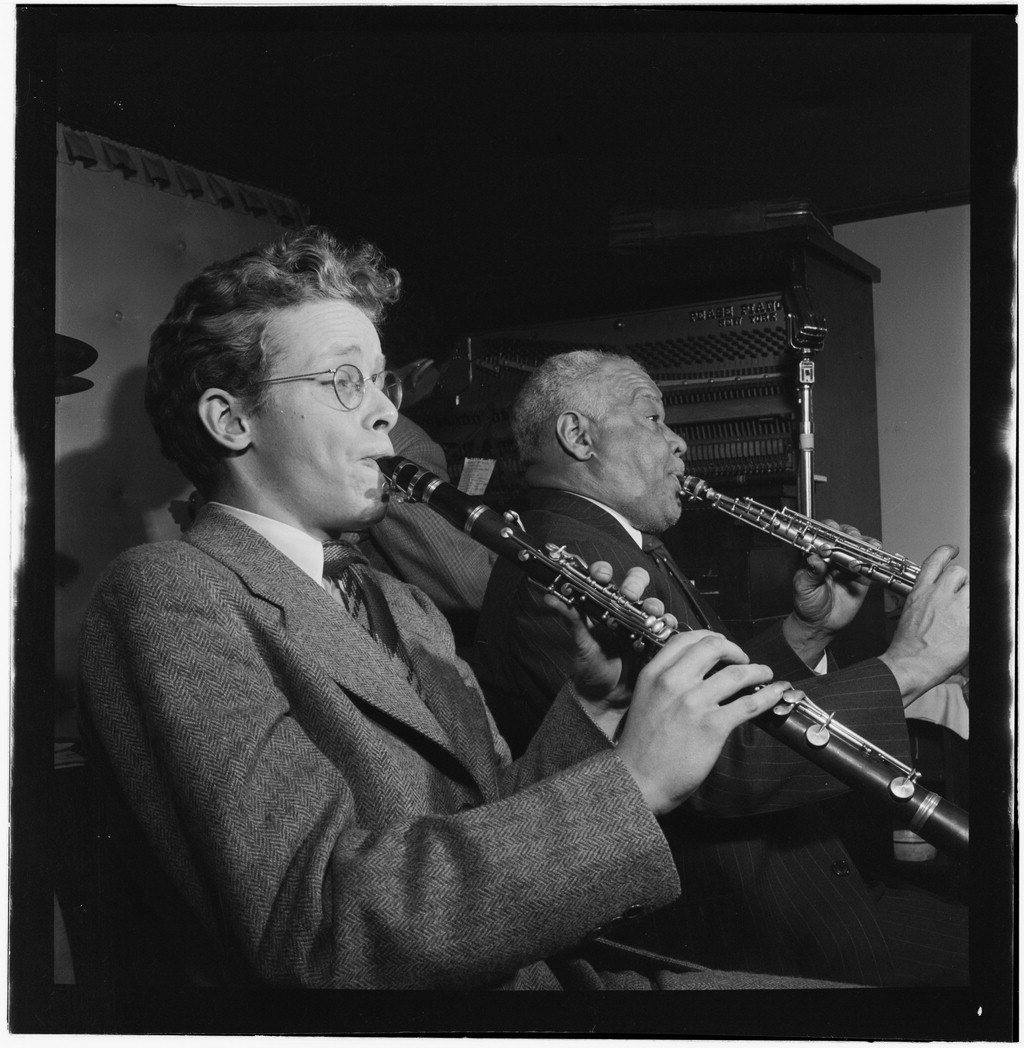
Bob Wilber and Sidney Bechet, Jimmy Ryan's (Club), Nueva York, ca. Jan. 1947. Imagen: William P. Gottlieb

Bob Wilber (nacido como Robert Sage Wilber; Nueva York, Estados Unidos, 15 de marzo de 1928-Chipping Campden, Reino Unido, 4 de agosto de 2019) fue un clarinetista, saxofonista y líder de banda de jazz estadounidense. 
Aunque su ámbito de aplicación abarcó una amplia gama de jazz, se dedicó a estilos clásicos, trabajando durante su carrera para presentar piezas de jazz tradicional de una manera contemporánea. Actuó con muchos cantantes de jazz importantes en las décadas de 1950 y 1960, como Bobby Hackett, Benny Goodman, Sidney Bechet, Jack Teagarden y Eddie Condon. Al final de la década de 1960, fue miembro de World's Greatest Jazz Band, y a principios de la década de 1970, de la banda Soprano Summit, con la que ganó popularidad. A finales de los años 1970, formó Bechet Legacy Band, y se convirtió en un músico activo, compositor y maestro.
Participó activamente en la educación del jazz, a través de la dirección del Smithsonian Jazz Repertory Ensemble. Compuso varias bandas sonoras para películas, como The Cotton Club. En su autobiografía, Music Was Not Enough, incide en su privilegiada niñez, la reunión crucial con su mentor, Sidney Bachet en 1946 y sus múltiples problemas como músico durante los años 1950 y 1960.

## Primeros años
Robert Sage Wilber, un "excelente saxofonista soprano, un clarinetista clásico, un arreglista y compositor de talento, y un preservador inestimable y potenciador de la tradición del jazz," nació en Nueva York en 1928.  Bob creció en un hogar musical. Cuando contaba con tan sólo tres años, su padre llevó a casa la grabación original del disco "Mood Indigo" de Duke Ellington, y comenzó a interesarse por el jazz. En 1935, Wilber regresó a Scarsdale (Nueva York) y a los trece años, comenzó a estudiar formalmente el clarinete con su primer profesor: el clarinetista Willard Briggs.: 46  Durante ese tiempo, empezó a escuchar el jazz que estaba sonando en Nueva Orleans, Kansas y Chicago, de la mano de grandes músicos como Duke Ellington, Louis Armstrong, Jelly Roll Morton, Eddie Condon, y Frank Teschemacher. Wilber comenzó a tocar jazz durante su curso de preparatoria y junto con varios amigos, formó un club de jazz llamado "hot club", con el que escuchaba discos.
En 1945 se graduó del curso de preparatoria. Mientras sus padres querían que formara parte de "Ivy League route", Bob quería ser músico. Bob trató de continuar su educación, y se comprometió con sus padres a asistir a la escuela Eastman en Rochester (Nueva York) en el otoño de 1945.: 47  Sin embargo, tras un tiempo estudiando en la escuela Eastman, decidió abandonarla y regresar a la ciudad, para "pasar el rato en la calle cincuenta y dos y en la villa".: 47 

## Bob Wilber Wildcats
En 1945 Wilber se mudó a Nueva York y formó su propia banda, denominada "Wildcats", junto con el pianista Dick Wellstood y el saxofonista Ed Hubble. Los Wildcats fue el primer grupo de jazz en Nueva York en hacer lo que Lu Watters y Turk Murphy habían estado haciendo en "Coats" – tocar música de Hot Five y de Red Hot Peppers y de "Creole Jazz Band”.: 47  El grupo se presentó regularmente en el club de "Jimmy Ryan" durante dos años, y en 1947 grabó fen los estudios Ramp-art Records. Durante los siguientes años, Wilber tocó y grabó con algunos de los mejores músicos de jazz de la época. Algunos de ellos eran Muggsy Spanier, Baby Dodds, Danny Barker, Bud Freeman, Pee Wee Russell, George Wettling, Jimmy McPartland, Wild Bill Davison, y James P. Johnson.

## Sidney Bechet
El legendario Sidney Bechet, uno de los músicos más consumados e influyentes de la época posterior a la II Guerra Mundial, tocaba el clarinete y el saxofón soprano. Bob había quedado fascinado con el sonido de Bechet con el saxofón soprano y poco tiempo después, cuando Wilber tenía dieciséis años, fue presentado a Bechet través de Mezz Mezzrow. Wilber se enteró de que había una vacante para un alumno en la casa de Bechet en Brooklyn y así Wilber se convirtió en su alumno. En la primavera de 1945, Wilber comenzó a estudiar clarinete y saxofón soprano bajo la supervisión de Bechet y eventualmente vivió con él durante varios meses. Wilber a menudo se sentaba con Bechet en "Jummy Ryan's" y presentaban duetos. En 1948, Bechet mandó a Wilber a Niza (Francia) como su reemplazo para que se presentara en el primer festival de jazz de la historia.: 48–49  En el festival, el grupo de Wilber compartió el cartel con Louis Armstrong y su banda "Allstars". Wilber grabó para Columbia y Commodore con Bechet y con su propio grupo a finales de 1940. Con la guía de Bechet , Wilber estaba en el camino correcto para convertirse en un músico experto, tanto en el clarinete como en el saxofón soprano y el desarrollo de su propio estilo.

## Era en Boston y últimos años de vida
En 1948 , Bob Wilber formó un trío para tocar en los intermedios del Savoy Café en Boston. El trío tocaba jazz del estilo tradicional de Nueva Orleans. Eventualmente, Wilber modificó la banda, haciéndola sexteto y como atracción principal: "Bob Wilber y Dixieland Band". El grupo estaba formado por Wilber en el clarinete y el saxofón soprano, Henry Goodwin en la trompeta, Jimmy Archey en el trombón, Dick Wellstood en el piano, Johnny Fields en el bajo y Tommy Benford en la batería. Wilber ganó muchos seguidores en Boston y el concierto de la banda "Savoy" duró  hasta 1949. La banda "Savoy" también tuvo oportunidades de tocar en la ciudad de Nueva York en 1950, sobre todo en Jimmy Ryan's y en el Hotel Stuyvesant.
Vivió los últimos años de su vida en Chipping Campden, Inglaterra. 

## Discografía

### Como líder
- Bob Wilber and His Jazz Band (Circle Sound, Inc., Album S-24, 1949)
- Bob Wilber and The Tuxedo Big Band, Volumes One & Two (Arbors Records)
- Everywhere You Go There's Jazz con/ International March of Jazz All Stars (Arbors Records)
- Nostalgia (Arbors Records)
- Soprano Summit (con Kenny Davern) (Chiaroscuro, 1975)
- Bob Wilber and the Scott Hamilton Quartet (Chiaroscuro, 1977)
- Summit Reunion (con Kenny Davern) (Chiaroscuro, 1989)
- Summit Reunion (con Kenny Davern and Flip Phillips) (Chiaroscuro, 1992)
- Yellow Dog Blues (con Kenny Davern) (Chiaroscuro, 1995)

### Como Colíder
Con Dick Hyman
- A Perfect Match (Arbors Records)

Con Kenny Davern
- Reunion At Arbors (Arbors Records)

Con Wild Bill Davison y Cutty Cutshall
- Con Strings Attached (Columbia Records, 1957)

Con The Six (Con John Glasel)
- The View from Jazzbo's Head (Bethlehem, 1956)

ConMaxine Sullivan
- Close as Pages in a Book (Audiophile Records)

Con Teddy Wilson
- Teddy Wilson  y la banda All Stars (Chiaroscuro, 1976)

Con Lilette Jenkins
- The Music of Lil Hardin Armstrong (Chiaroscuro, 1988)

MUSIC MINUS ONE RECORDINGS:
13 grabaciones de LP, incluyendo:-
- MMO 4204 For Saxes Only
- MMO 4209 Play Lead In A Sax Section
- MMO 4210 Days of Wine And Rose

CLASSIC JAZZ RECORDINGS: Archivado el 1 de febrero de 2011 en Wayback Machine.
The Bechet Legacy en Birch Hall
En vivo desde London-Bob,Dave y Pug-Bob Wilber,Dave McKenna y Pug Horton
Arbors Records:-
Swingin'The Changes
The International All-Stars
Bob  Wilber Is Here
Tres Amigos
- CJ 4  THE BECHET LEGACY - CONCIERTOS EN VIVO EN BIRCH HALL
- CJ 3  The Bechet Legacy [Con Glenn Zottola] 2 CDs
- CJ 5  Spreadin’ Joy – Música de Sidney Bechet
- CJ 8  New Clarinet in Town
- CJ 9  Blowin’ The Blues Away – Con Clark Terry/Dick Wellstood